# Allygus modestus
Allygus modestus är en insektsart som beskrevs av Scott 1876. Allygus modestus ingår i släktet Allygus och familjen dvärgstritar. Arten är reproducerande i Sverige. Inga underarter finns listade i Catalogue of Life.